# Colloque de Marbourg

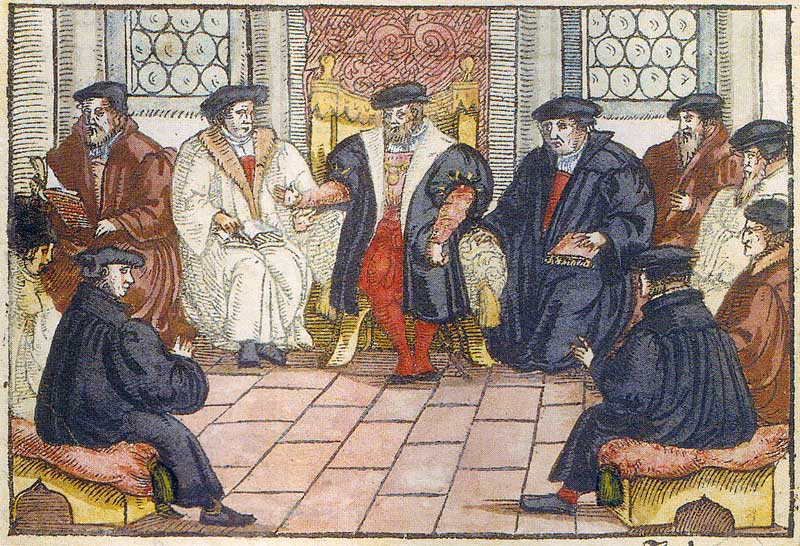
Colloque de Marbourg, gravure sur bois coloriée, 1557

Le colloque de Marbourg a eu lieu entre le 1er et le 4 octobre 1529 au château de Marbourg situé en Hesse (Allemagne).
Ce colloque a eu lieu à l'initiative de Philippe de Hesse. Il a réuni les principales figures du Protestantisme. Luther, Brenz, Osiander et Melanchton se sont opposés à Zwingli et à Œcolampade, tandis que Bucer, Hedion et Capiton se sont efforcés de concilier les deux partis.

## Contexte
Le colloque avait pour objet d'essayer de résoudre un différend entre Martin Luther et Ulrich Zwingli sur la réalité de la présence du Christ lors de la célébration de la sainte-cène.
L'ambition politique de Philippe Ier de Hesse était de réunir les États protestants en une alliance politique et pour cela le préalable était de favoriser une harmonie religieuse. Philippe espérait en effet que Luther pourrait inspirer une alliance avec les princes protestants et ainsi renforcer sa position face à la menace des forces catholiques romaines.
Alors que la deuxième diète de Spire avait confirmé l'Édit de Worms, il devenait nécessaire de réconcilier les divergences de vues entre en particulier Martin Luther et Huldrych Zwingli pour avancer vers une théologie protestante unifiée.

## Le colloque

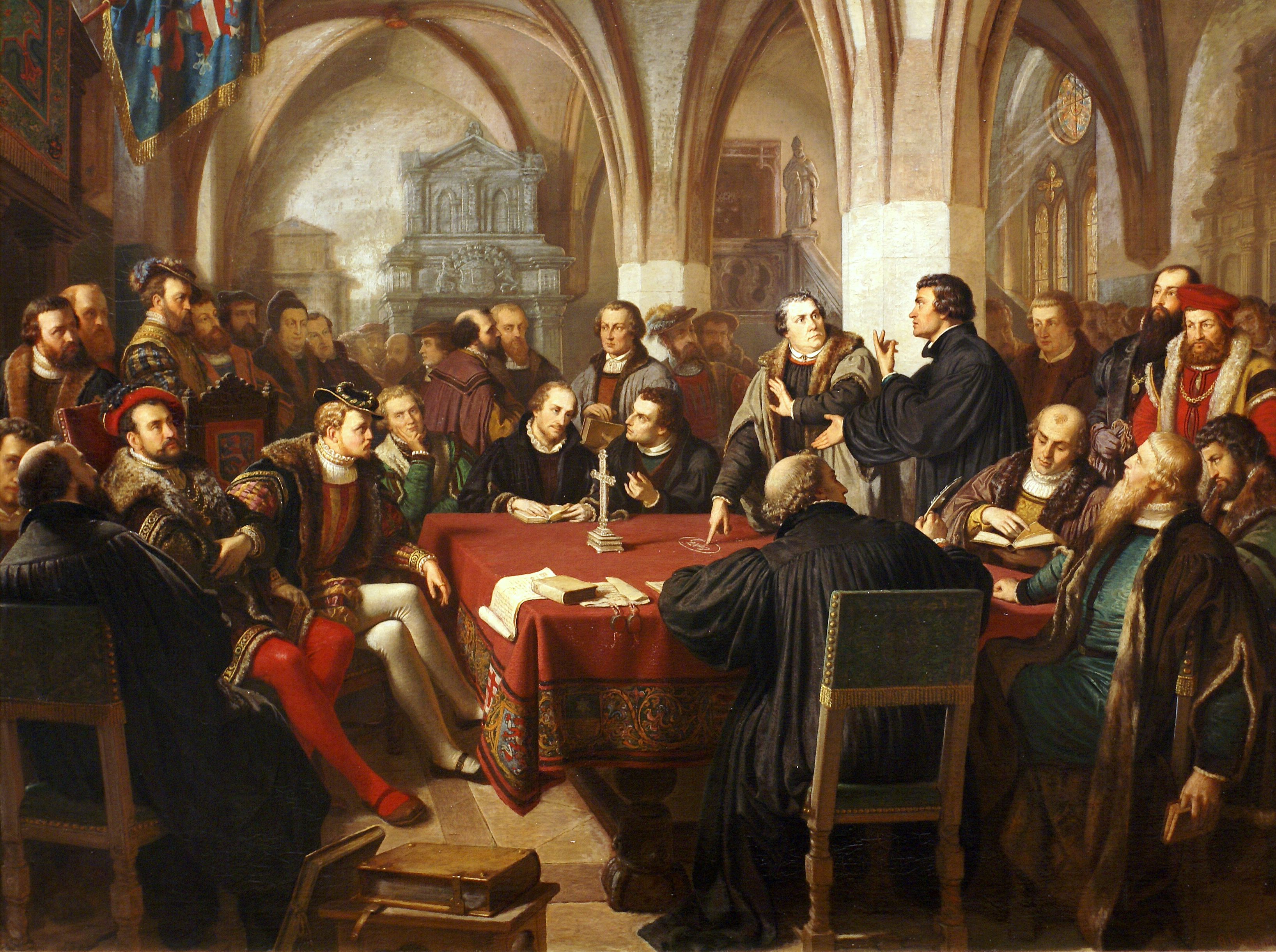
Colloque de Marburg, 1529, peinture de August Noack.

Luther et Zwingli se sont mis d'accord sur quatorze points mais pas sur le quinzième, l'Eucharistie. L'ensemble des théologiens protestants présents étaient unanimes pour préconiser la communion sous les deux espèces. Mais alors que Luther estimait que les mots « Ceci est mon corps, ceci est mon sang » devaient être interprétés comme l'enseignement que le corps et le sang du Christ sont réellement présents dans le sacrement, Zwingli quant à lui considérait que le pain et le vin sont des symboles du Christ. Pour Zwingli, il fallait interpréter les paroles d'institution de la cène prononcées par Jésus : « Ceci est mon corps » comme « Ceci signifie mon corps ».
L'année suivante, en 1530, à la Diète d'Augsbourg, Zwingliens et Luthériens exploreront les mêmes thèmes et présenteront les mêmes divergences.